# 서울상원초등학교
서울상원초등학교는 대한민국 서울특별시 노원구 상계동에 있는 공립 초등학교이다.

## 학교 연혁
- 1989년 5월 15일 서울상원국민학교 설립 인가
- 1989년 9월 30일 서울상원국민학교 개교식
- 1990년 2월 16일 제1회 졸업식(162명)
- 1996년 3월 1일 서울상원초등학교로 개칭
- 2008년 4월 1일 전교실 롤 커튼 설치
- 2008년 8월 30일 방송실, 보건실, 각 교실 O.A 가구 교체
- 2008년 10월 6일 본관화장실 4곳 완공
- 2008년 11월 19일 화단경계석 펜스 및 배수로 전면 교체
- 2009년 3월 2일 본관 및 별관 복도 내부 도색
- 2010년 12월 3일 서울특별시교육청 지정 서울형 혁신학교(자율학교) 지정(서울특별시 최초)
- 2011년 3월 1일 제8대 이용환 교장 취임(서울시 최초 내부형 B 공모교장)
- 2011년 11월 5일 제1회 상원행복축제 개최
- 2012년 6월 21일 사육장 설치
- 2012년 8월 20일 도서관 및 제2과학실 환경 개선사업
- 2012년 9월 20일 체육관 건립 시공
- 2012년 12월 31일 서울특별시북부교육지원청 수업혁신 우수교 표창
- 2013년 10월 24일 체육관(여울마루) 개관식
- 2015년 3월 1일 제2기 서울형혁신학교 지정 운영(2015.03.01 ~ 2019.02.28)
- 2016년 12월 12일 서울특별시교육청 학생자치활동 우수학교 표창
- 2017년 12월 31일 서울특별시교육청 안정과 성장 맞춤형 교육과정 우수학교 표창
- 2018년 12월 31일 서울특별시교육청 식생활교육 유공학교 표창
- 2019년 3월 1일 제3기 서울형혁신학교 지정운영(2019.03.01~2023.02.28)
- 2019년 5월 14일 늘품마루 완공
- 2019년 2월 14일 제30회 졸업식(112명)
- 2019년 3월 1일 제3기 서울형혁신학교 지정운영(2019.03.01~2023.02.28)
- 2019년 9월 1일 보차도 분리공사
- 2020년 2월 12일 제31회 졸업식(101명)
- 2020년 2월 28일 꿈담놀이터 설치
- 2020년 3월 2일 꿈담놀이터, 꿈담돌봄교실, 특수학급 설치
- 2020년 8월 19일 과학1실 리모델링
- 2021년 2월 9일 제32회 졸업식(119명)
- 2021년 3월 2일 도서관 리모델링
- 2021년 4월 29일 본관 엘리베이터 설치
- 2021년 9월 1일 제11대 이명재 교장 부임
- 2022년 3월 2일 병설유치원 개원
- 2022년 6월 28일 놀이터 정비, 모래놀이장과 체육관 입구 놀이공간 설치
- 2022년 8월 29일 공예실, 소체육실 완공
- 2022년 9월 1일 중연창 공사 완공
- 2022년 10월 19일 중앙현관 놀이공간, 목공실 완공
- 2024년 2월 7일 제35회 졸업식(65명)

## 학교 상징
- 교화(校化) - 개나리 : 화려함, 깨끗함, 부드러움, 친근함과 우아함을 나타낸다.
- 교목(校木) - 소나무 : 굳은 절개와 변함없는 우정, 사랑, 절개와 수수함을 나타낸다.

## 참고 자료
- 서울상원초등학교 - 한국교육학술정보원 학교알리미